# Satellite spia

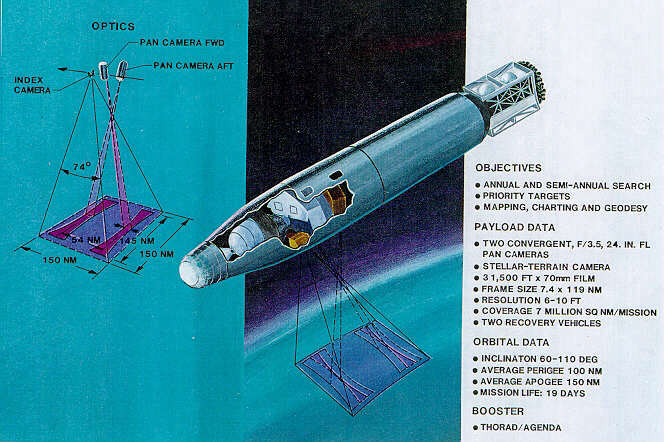
Satellite Corona, KH-4B

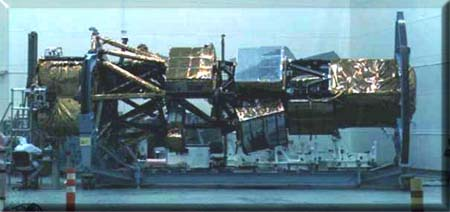
Satellite spia Lacrosse in costruzione, con radar

Un satellite spia o satellite da ricognizione è un satellite artificiale di comunicazione o per l'osservazione della Terra, lanciato per applicazioni militari o di spionaggio. Fino agli anni 1970 e 1980 molti satelliti da ricognizione che facevano foto espellevano contenitori di pellicola fotografica che scendevano sulla Terra, per essere poi catturati a mezz'aria mentre attraversavano l'atmosfera con un paracadute.
Negli Stati Uniti la maggior parte delle informazioni disponibili su questi satelliti e le loro missioni riguarda programmi che esistevano sino al 1972.  Alcune informazioni sui programmi prima di quel tempo sono ancora coperte da segreto militare.  Poche immagini aggiornate di satelliti da ricognizione sono state rese pubbliche o sono sfuggite.
Esempi di missione di satelliti spia:
- Fotografia ad alta risoluzione
- Intercettazione di comunicazioni
- Verificare il rispetto di divieti di test nucleari
- Rilevazione di lanci di missili